# 恩坎塔杜
恩坎塔杜是巴西南大河州的一个市镇。总面积139.158平方公里，总人口19512人，人口密度140.2人/平方公里。